# McLaren MP4-23
A McLaren MP4-23 egy Formula–1-es versenyautó, amit a McLaren tervezett a 2008-as idényre. 2008. január 7-én Stuttgartban mutatták be a Mercedes-Benz Múzeumában, majd két nappal később már a jerezi versenypályán teszteltek vele.
2008-ra a finn Heikki Kovalainent ültették be Fernando Alonso helyére, aki elhagyta a csapatot és a Renault-hoz szerződött, míg Lewis Hamilton maradt a csapattal a két tesztpilótával Pedro de la Rosával és Gary Paffett-tel.

## Tervezés
Az autó tervezése már megkezdődött, amikor 2007 nyarának végén kirobbant az úgynevezett "kémbotrány": bebizonyosodott, hogy a csapat főtervezője, Mike Coughlan bizalmas technikai információkhoz jutott a Scuderia Ferraritól a maranellóiak korábbi műszaki igazgatójától, Nigel Stepney-től. A McLarent kizárták a 2007-es bajnokságból, ráadásul a 2008-as autót is az FIA felügyelete mellett fejleszthették csak tovább.
Külsőre jelentősnek mondható különbség az elődhöz képest nagyobb tengelytáv. A némileg új orrelemmel és kecsesebb vonalvezetésű karosszériaelemekkel ellátott versenyautó nemcsak aerodinamikai szempontból alakult át, hiszen az erőátviteli rendszert éppúgy módosították, mint a szénszálas anyagok felhasználása révén megalkotott új sebességváltót.
Az MP4-23-as kódszámú versenyautó tervezését érintő első megbeszélésre már meglehetősen hamar, egészen pontosan 2006 novemberében került sor a wokingiaknál, majd azt követően 2007 márciusában kezdődtek meg a gyártási folyamatok. Miután elkészültek az első karosszériaelemek, illetve megépítették a 2008-ra szánt négykerekű modelljét, két hónappal később a McLaren mérnökei megkezdték a szélcsatornában a szükséges vizsgálatok elvégzését, és az így kapott adatok alapján folytatódott tovább a konstrukció véglegesítése. A csapat által kiadott információ szerint az MP4-23-as összesen 3.000 órát töltött a szélcsatornában, és végül az új autó karosszériaelemei 2007 novemberének közepére készültek el. Elsőként Lewis Hamilton vehetett részt az üléspróbán, majd azt követően a McLaren hivatalos tesztpilótái, Gary Paffett és Pedro de la Rosa következett a sorban, és végül, de nem utolsósorban a Renault alakulattól átszerződött finn versenyző Heikki Kovalainen zárta a sort.

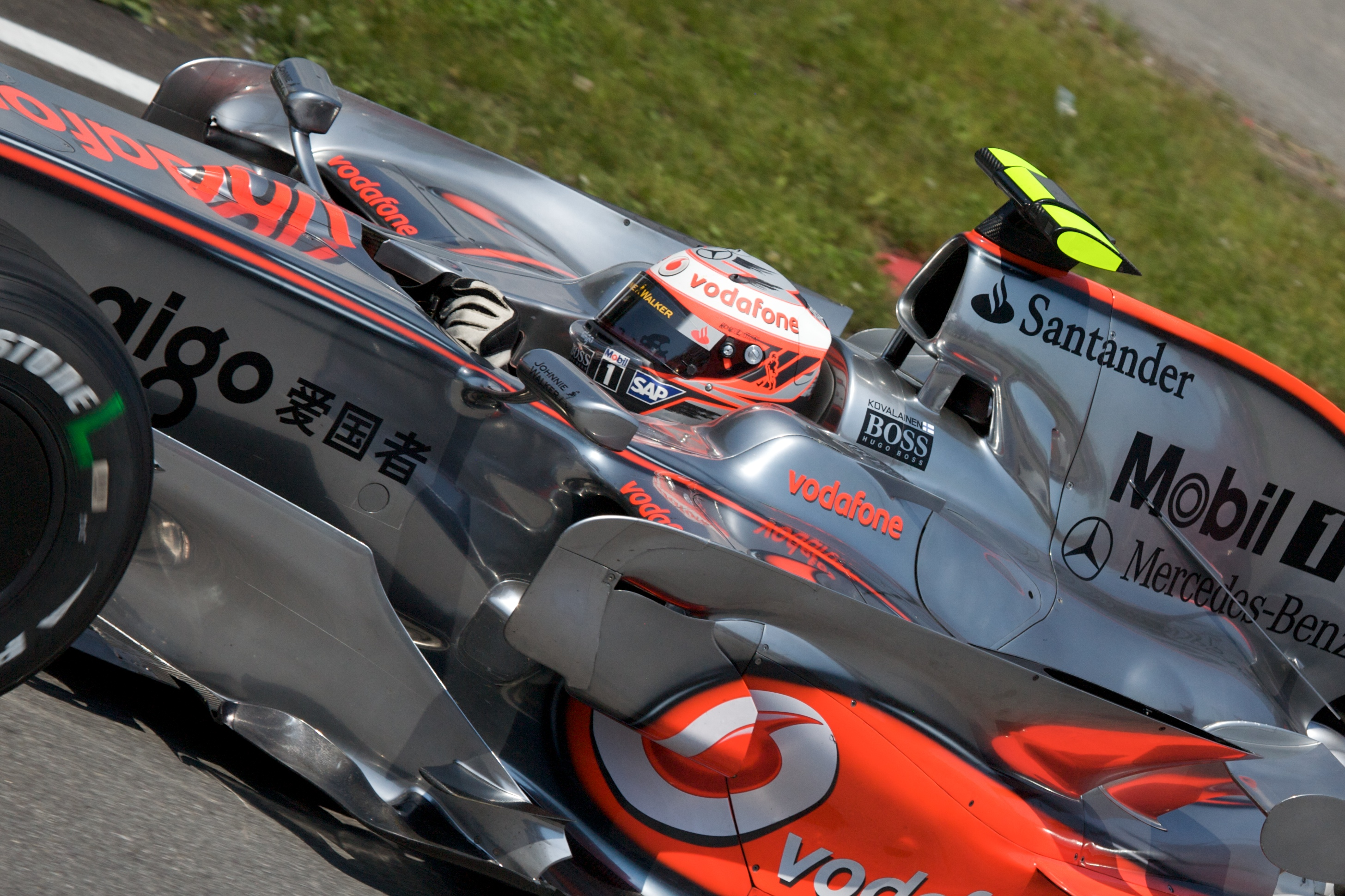
Heikki Kovalainen Kanadában.

Az új aerodinamikai- és mechanikai elemek elkészültét követően 2007 decemberében jutottak el a projekt összeszerelési fázisához, amelyet követően 2008 januárjában legördülhetett a gyártósorról a McLaren-Mercedes legújabb remekműve. A tervezési- és a fejlesztési munkák során összesen 150 mérnök 14.000 órán keresztül vette ki részét a feladatokból. A 2007-es szezonban használt McLaren MP4-22-es változathoz képest igazán áttörő módosítást nem lehet felfedezni az új autó külsejét tekintve, a légterelő szárnyakon, a homloklemezeken és az egyéb kiegészítő szárnyakon további fejlesztéseket fognak elvégezni a szezon során. A McLarennek volt egy a Renault 2006-ban alkalmazott, majd a következő szezonban betiltott ellensúlyos lengéscsillapítójához nagyon hasonló rendszere.
A 2008-as szezonban bevezetett új technikai szabályzat értelmében a pilótáknak le kell mondani néhány olyan elektronikai segédletről, amelyek korábban segítették őket a vezetésben. Az egyik legnagyobb változtatás az új autó elektronikai rendszerében lett elvégezve, igazodva ezáltal az FIA szigorításaihoz. A McLarennél azonban a kipörgésgátló mellőzésétől sem riadnak meg a pilóták, amelyet a korábbi teszteken szerzett tapasztalataikkal indokoltak. Az MP4-23-as versenyautó orrelemét és első légterelő szárnyát tekintve jelentősebb módosítást nem lehet igazán felfedezni, eltekintve az orrkúp alsó részétől, amely a kedvezőbb aerodinamikai hatásfok érdekében magasabbra ível. A wokingi mérnökök pedig a szezon során is tovább finomították az autó aerodinamikáját, így az első szárnyon található nagy híd mellett az autó orrán megjelent a BMW által inspirált két nagy hajlított terelő elem is. Az első kerékfelfüggesztési rendszer elrendezése és csatlakozási pontjai is kísértetiesen hasonlítanak az elmúlt év végén alkalmazott megoldásokhoz azon kivétellel, hogy a felső keresztlengőkar valamelyest szélesebb kivitelben készült el az autó elülső részének nagyobb menetstabilitásának biztosítása érdekében. A Német Nagydíjon kísérleti jelleggel bevetették a motorborítás hátrafelé történő meghosszabbítását, az úgynevezett "cápauszonyt" is.

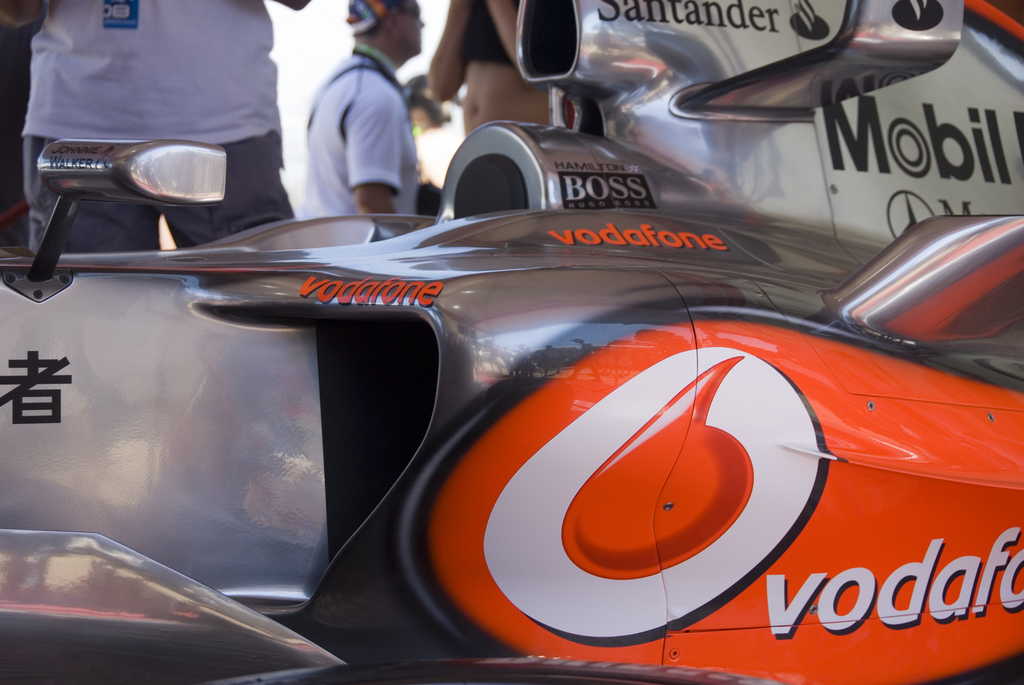
Az MP4-23 oldalsó kocsiszekrénye.

Az oldalsó kocsiszekrény légbeömlő nyílása sem mutat változást az MP4-23-as autóján, hiszen megőrizték a padlólemez irányába befelé szűkülő profilt. Ennek nemcsak a hűtés hatásfokán van érezhető eredménye, hiszen az oldalsó kocsiszekrény felületének aerodinamikai viselkedését is pozitívan befolyásolja. Az autó oldalsó részénél maradva látható, hogy megtartották azt a hosszanti kialakítású váll-lemezt is, amely a hűtők előtti légbeömlő nyílástól egészen az oldalsó karosszériaelemen kialakított kéményekig húzódnak. A 2008-as évben életbe lépő új szabályozás értelmében megemelték a pilótafülke két oldalának magasságát (a versenyző sisakja melletti részeken), nagyobb védelmet nyújtva ezáltal a pilóta számára.

## A szezon
A szezonnyitón Hamilton nyert, míg Kovalainen az ötödik lett.  A bahreini nagydíjon Hamilton ütközött Alonsóval és nem szerzett pontot. A spanyol nagydíj időmérő edzésén a McLaren versenyzői csak az 5–6. helyre kvalifikálták magukat, de egy jó rajtot követően tartották a lépést az élbollyal. Kovalainen az első boxkiállások során éppen vezető helyen állt, mikor bal első defektet kapott, és orral a gumifalba csapódott. A török nagydíjon Hamilton háromkiállásos taktikájával tartani tudta a lépést az élen Massával, de végül csak második lett.

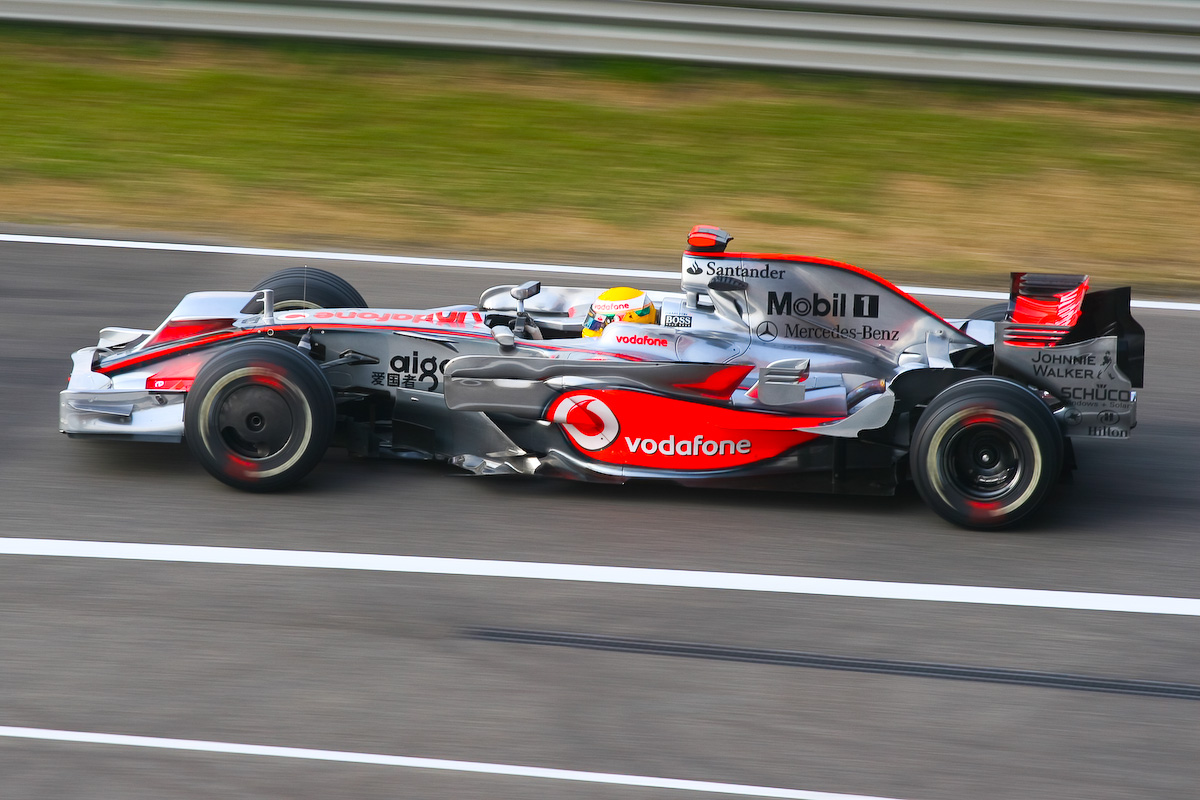
Hamilton a kínai nagydíjon.

Az esős monacói nagydíjon Hamilton a harmadik helyről indulva, jó gumistratégiával az első helyen végzett és átvette a vezetést az egyéni világbajnokságban. Kanadában Hamilton az első, Kovalainen a hetedik helyre kvalifikálta magát. A versenyt sokáig vezető Hamilton az első boxkiállásoknál nem vette időben észre a piros lámpánál állókat a bokszutcában, így Kimi Räikkönennek ütközött, amelynek következtében mindketten kiestek a versenyből. Figyelmetlenségéért a francia nagydíjra tízhelyes rajtbüntetést kapott, így nem szerzett pontot. A csapat és Hamilton hazai nagydíján, az esős brit nagydíjon Kovalainen megszerezte élete első pole-pozícióját, Hamilton csak a 4. helyről rajtolhatott. Hamilton az első körben feljött a 2. helyre, pár körrel később pedig megelőzte csapattársát is, átvette a vezetést, majd így megnyerte a futamot.

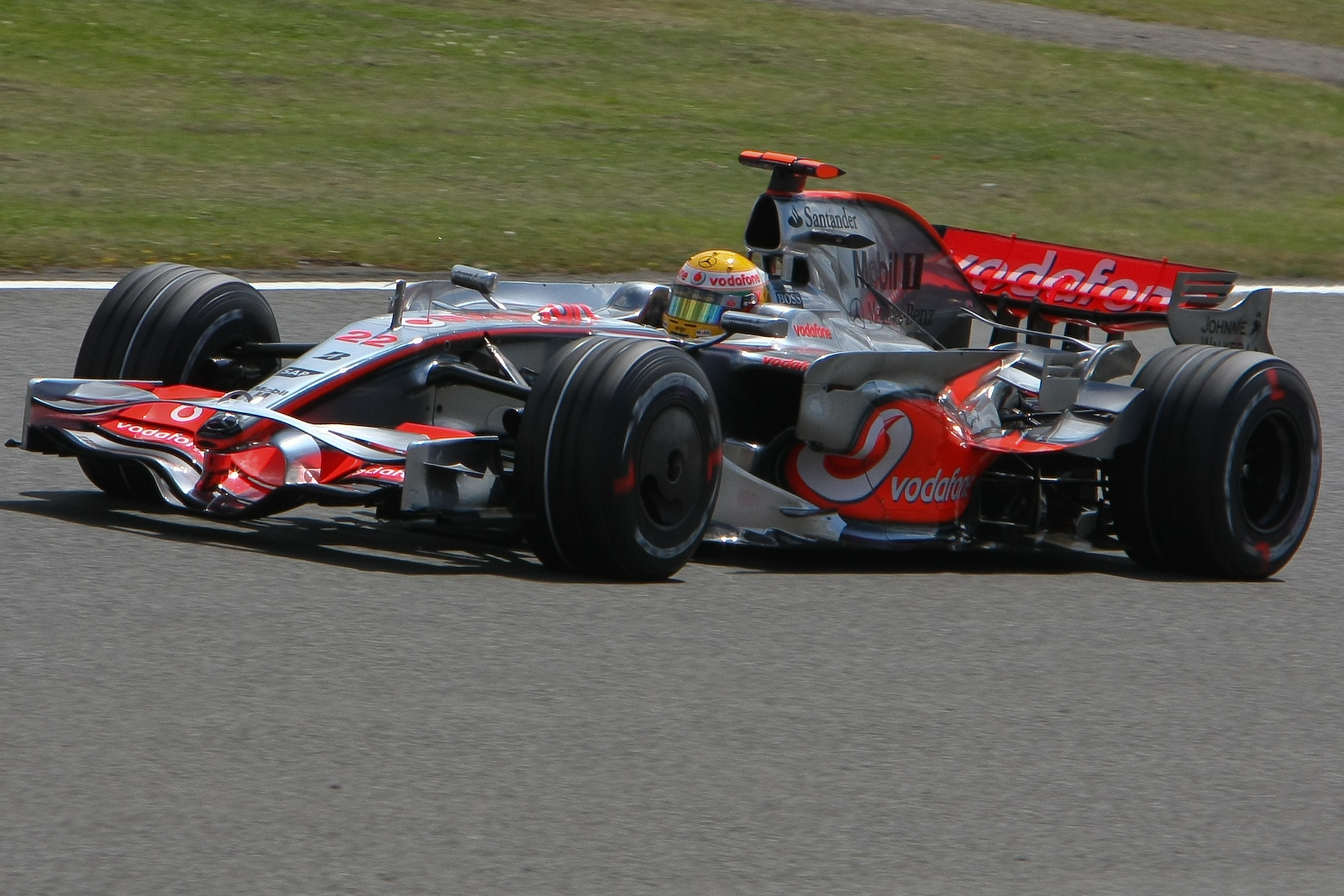
Hamilton a brit nagydíjon.

Ezt követően győzött a Hockenheimringen, a magyar nagydíjon viszont a brit defektet kapott, végül ötödik lett. Finn csapattársa megszerezte élete első Formula–1-es győzelmét Felipe Massa kiesésének köszönhetően. A belga nagydíjon a pole-pozícióból induló Hamiltont Räikkönen hamar megelőzte, de a verseny végén felzárkózott a finn mögé. A leintés előtt néhány körrel Hamilton levágta a célegyenes előtti sikánt, majd visszaengedte maga elé Räikkönent. A célegyenes végén Hamilton újra megelőzte a finn. Bár győzött, verseny után megvizsgálták Hamilton előzését, és szabálytalannak ítélték, ezért 25 másodperces büntetést kapott, így csak 3. lett. Az esős olasz nagydíjon a rossz gumitaktika miatt visszacsúszott Hamilton 7. helyre, míg Kovalainen másodikként ért célba. Bár Hamilton a japán nagydíjon a pole-ból indult, bokszutca-áthajtásos büntetést kapott, és a verseny közben Felipe Massa ki is lökte egyszer a pályáról, így pont nélkül távozott. A kínai nagydíjon Hamilton a pole-ból indulva magabiztosan győzött, előnyét 7 pontra növelte Massával szemben.
A brazil nagydíj végén eleredő eső miatt Hamilton az 5. helyre esett vissza. A verseny végén Sebastian Vettel is megelőzte, ezért a mclarenes visszacsúszott a bajnoki címhez nem elegendő 6. helyre. Hamilton végül az utolsó körben előzte meg Timo Glock (aki nem váltott esőgumira) megelőzésével az ötödik helyet, megnyerve a világbajnokságot. A McLaren második lett a konstruktőri bajnokságban.

## Teljes Formula–1-es eredménylistája
(Táblázat értelmezése)

(Félkövér: pole-pozícióból indult; dőlt: leggyorsabb kört futott) 

| Év   | Konstruktőr | Motor       | Gumi | Versenyzői | 1   | 2   | 3   | 4   | 5   | 6   | 7   | 8   | 9   | 10  | 11  | 12  | 13  | 14  | 15  | 16  | 17  | 18  | Pont | WCC |
| ---- | ----------- | ----------- | ---- | ---------- | --- | --- | --- | --- | --- | --- | --- | --- | --- | --- | --- | --- | --- | --- | --- | --- | --- | --- | ---- | --- |
| 2008 | McLaren     | Mercedes V8 | B    |            | AUS | MAL | BHR | ESP | TUR | MON | CAN | FRA | GBR | GER | HUN | EUR | BEL | ITA | SIN | JPN | CHN | BRA | 151  | 2.  |
| 2008 | McLaren     | Mercedes V8 | B    | Hamilton   | 1   | 5   | 13  | 3   | 2   | 1   | Ki  | 10  | 1   | 1   | 5   | 2   | 3   | 7   | 3   | 12  | 1   | 5   | 151  | 2.  |
| 2008 | McLaren     | Mercedes V8 | B    | Kovalainen | 5   | 3   | 5   | Ki  | 12  | 8   | 9   | 4   | 5   | 5   | 1   | 4   | 10  | 2   | 10  | Ki  | Ki  | 7   | 151  | 2.  |